# Stetsasonic
Stetsasonic fue un grupo de hip hop y house estadounidense formado en 1982 en Brooklyn, Nueva York,  Nueva York. Se le recuerda como una de que usó una banda en vivo, y sus letras positivas y animadoras han hecho al grupo precursores del hip hop alternativo.

## Miembros
- Wise
- Daddy-O
- Frukwan
- Prince Paul
- DBC (Debastating Beat Creator)
- MC Delite
- Bobby Simmons

## Historia
Originalmente el grupo era conocido como The Stetson Brothers (Los hermanos Stetson), en relación con los sombreros Stetson, pero cambiaron su nombre a Stetsasonic para su debut On Fire (En llamas) en 1986. El álbum recibió críticas variadas, no obstante los álbumes siguientes In Full Gear (A toda marcha) and Blood, Sweat & No Tears (Sangre, sudor y sin lágrimas) fueron aclamados por la crítica. Un artículo del diario New York Times de 1988 dijo que el grupo reflejaba el ascenso de música de rap artística y profunda: "Mientras los comentarios políticos del pop parecen a menudo secundarios ante melodías pegadizas y la aceptabilidad commercial, el sonido fuerte agudiza su comentario". Como una "banda de hip hop", dependiente tanto de instrumentos como tornamesas, el grupo fue conocido por sus shows en vivo, aunque algunas veces "el formato del show de rap impidió que Stetsasonic usara la instrumentación de la banda y las capas de estudio que hicieron a sus discos tan distintivos."

## Quiebre de la banda
El grupo se separó poco después del estreno de Blood, Sweat & No Tears.
Frukwan y Prince Paul fueron miembros fundadores de la banda Gravediggaz, mientras que el último se convirtió en un muy respetado productor de discos, como lo hizo Daddy-O, que trabajó con Freestyle Fellowship, Mary J. Blige, Positive K, y Red Hot Chili Peppers, entre otros.
Bobby Simmons siguió una carrera en televisión de acceso público, formando el show Flava Videos a mediados de los 90's en el Channel 26 (Nueva York).
Wise es conocido como uno de los pioneros del beatboxing con Doug E. Fresh.

## Discografía
- On Fire
  - Publicado en: 1986
  - Posición en lista Billboard 200: -
  - Posición en lista de R&B/Hip-Hop: #32
  - Singles: "Just Say Stet," "Faye", "A.F.R.I.C.A."

- In Full Gear
  - Publicado en: 1988
  - Posición en lista Billboard 200: -
  - Posición en lista de R&B/Hip-Hop: #20
  - Singles: "Sally," "Talkin' All that Jazz", "Float On"

- Blood, Sweat & No Tears
  - Publicado en: 1 de julio de 1991
  - Posición en lista Billboard 200: -
  - Posición en lista de R&B/Hip-Hop: #75
  - Singles: "No B.S. Allowed," "So Let the Fun Begin"